# Banco Central Hipotecario del Perú
El Banco Central Hipotecario del Perú fue un banco peruano creado en 1936 con la finalidad de otorgar préstamos garantizados por primeras hipotecas sobre fundos rústicos y urbanos ubicados en el interior del Perú. También tuvo como finalidad otorgar préstamos hipotecarios par la adquisición, construcción o refacción de inmuebles. 

## Historia
Fue creado mediante Ley N° 6126 del 16 de marzo de 1928 emitida por el Congreso de la República y promulgado por el presidente Augusto B. Leguía posteriormente su nombre sería cambiado a Banco Central Hipotecario del Perú. Su proceso de creación se dio luego de un dilatado periodo de preparación en el que participaron los banqueros estadounidenses Seligman & Brother. El banco concentró todas las secciones hipotecarias de los bancos nacionales y fue creado para durar 50 años especificándose que, al vencimiento del plazo, podría aprobarse su ampliación por otros 50 años con decisión del Congreso y los accionistas. Sin embargo, en 1951 - antes del vencimiento del plazo - durante el gobierno de Manuel A. Odría, el Congreso emitió la ley N° 11646 en la que señalaban que el acuerdo de prórroga podía darse dentro de los 33 años antes de la expiración de dicho plazo y disponiendo que, luego de la expiración del plazo inicial, se prorrogaría por otros 50 años.
Mediante Decreto Ley n.º 17521 - Ley Orgánica de Hacienda - del 21 de marzo de 1969, el Banco fue incluido dentro de la organización del Ministerio de Hacienda como Organismo Público Descentralizado junto con el Banco Central de Reserva, la Superintendencia de Banca y Seguros, el Banco de la Nación, la Caja de Crédito Popular y la Imprenta del Ministerio de Hacienda. Finalmente, durante el segundo gobierno de Fernando Belaúnde Terry se expidió el Decreto Legislativo N° 204 - Ley Orgánica del Banco Central Hipotecario del Perú que definió su funcionamiento y estructura.
En 1992 durante el gobierno de Alberto Fujimori fue declarado en estado de disolución.